# Пермський край
Пе́рмський край (рос. Пермский край) — суб'єкт Російської Федерації, входить до складу Приволзького федерального округу.
Адміністративний центр — м. Перм.
Межує з Республікою Комі, Кіровською областю, Удмуртією, Башкортостаном, Свердловською областю.
Утворений 1 грудня 2005 року внаслідок об'єднання Пермської області і Комі-Перм'яцького автономного округу відповідно до результатів референдуму, проведеного 7 грудня 2003 року  [Архівовано 30 травня 2005 у Wayback Machine.].

## Географія

### Географічне положення
Пермський край розташований на сході Східноєвропейської рівнини й західному схилі Середнього й Північного Уралу. 99,8 % площі розташоване в Європі, 0,2 % — в Азії.
Максимальна довжина краю:
- з півночі на південь — 645 км;
- із заходу на схід — 417,5 км.

Крайні точки:
- на півночі — гора Пура-Муніт (1094 м) — 61°39' п. ш.;
- на півдні — 56°06' п. ш. (біля колишнього села Єльнік Біявашської сільської ради Октябрського району);
- на заході — за 1 км від «Висоти 236», на вододілі річок Лепью, Пелєс, Кажим — 51°47' c. д.;
- на сході — найвища вершина хребта Хоза-Тумп, гора Рахт-Сорі-Сяхл — 59°29' c. д.

### Клімат
Клімат Пермського краю — помірно континентальний.
Зима тривала, сніжна. Середня температура січня на північному сході краю −18,5 °C, на південному заході −15 °C. Мінімальна температура (на півночі краю) склала −53 °C.

### Рельєф
Рельєф Пермського краю сформувався при утворенні Уральських гір близько 250 мільйонів років тому й у ході наступного нагромадження осадових порід на кришталевому фундаменті платформи.
У західної частині краю (близько 80 % його території), розташованої на східній окраїні Східно-Європейської рівнини, переважає низинний і рівнинний рельєф.
У східній частині краю (близько 20 % його території), де проходять Уральські гори, рельєф має гірський характер: середньогірний для Північного Уралу й низькогірний для Середнього Уралу. Межа між ними проводиться по підніжжю гори Ослянка (59º п. ш.). Найбільш високі гори розташовані на півночі краю:
- Тулимський камінь (1 496 м) — найвища вершина в Пермському краї;
- Ішерим (1 331 м);
- Молебний камінь (1 240 м);
- Ху-Соїк (1 300 м).

Серед гір Середнього Уралу найбільш високі перебувають у хребті Басегі — Середній Басег (993 м).

### Річки

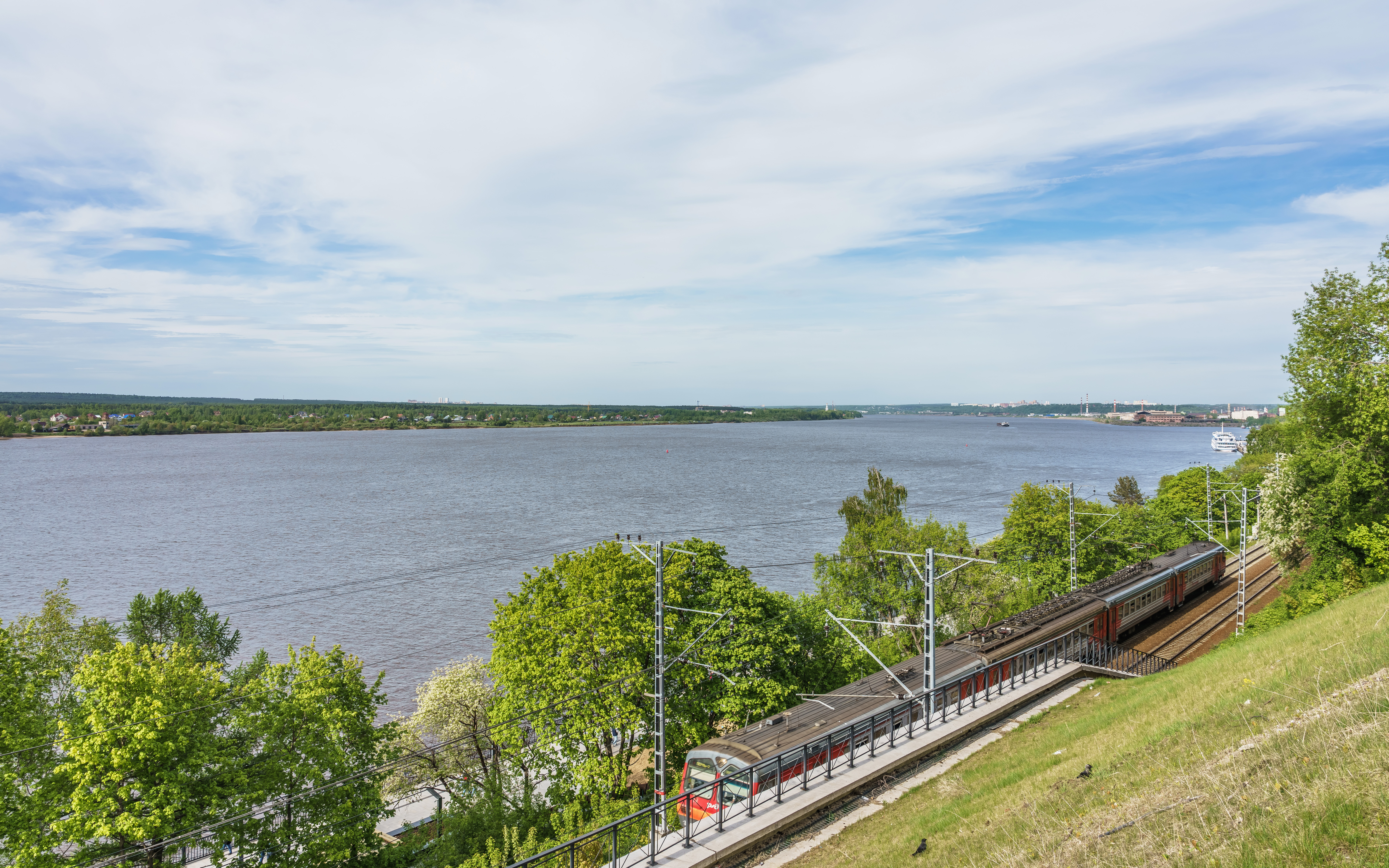
Кама — найбільша річка Пермського краю

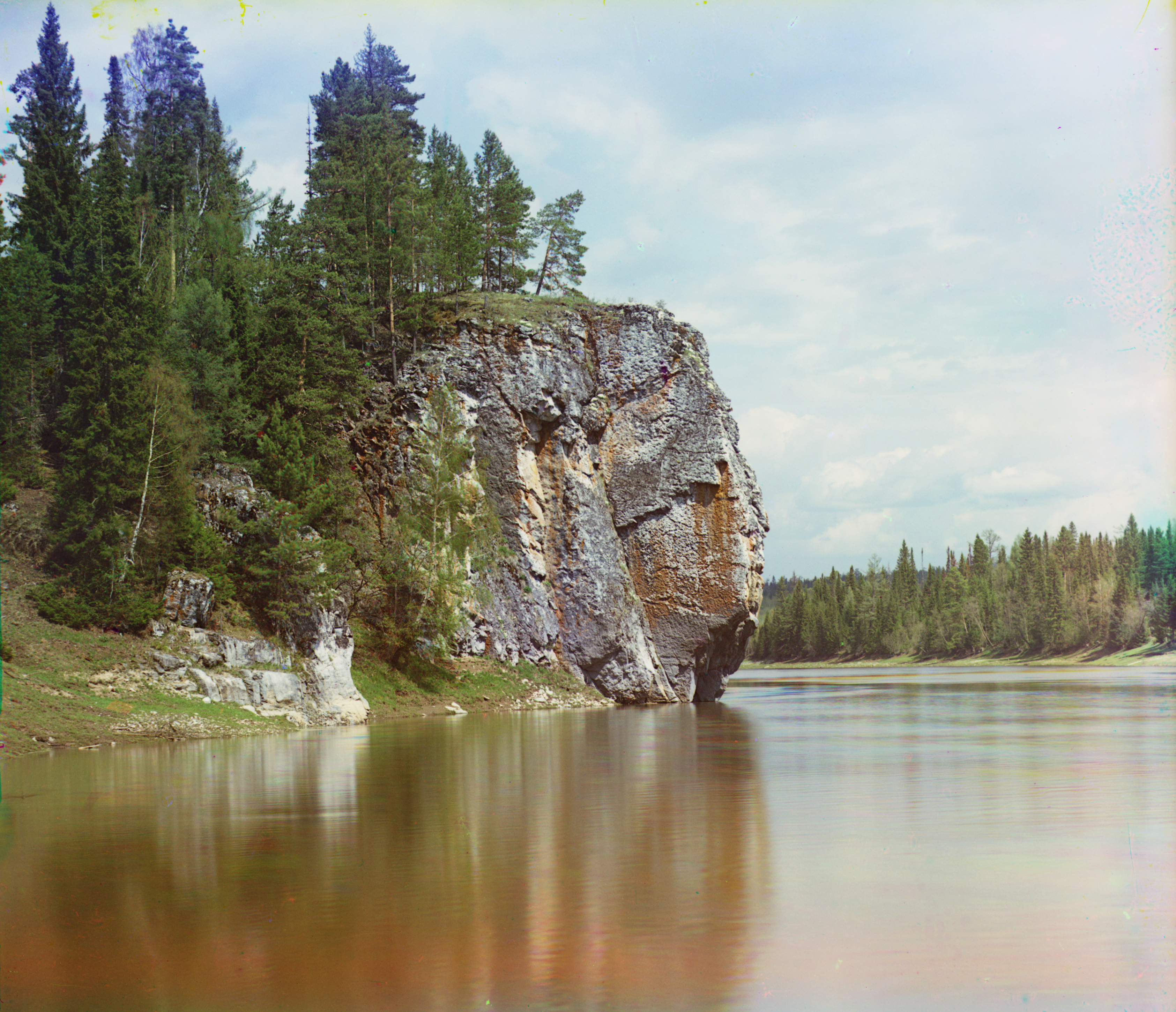
Чусова

Річки Пермського краю належать до басейну річки Ками, найбільшої лівої притоки Волги. У Пермському краї понад 29 тисяч річок загальною довжиною понад 90 тисяч кілометрів.
Тільки дві річки в Пермському краї відносяться до великих річок (тобто мають довжину більше 500 км). Це власне Кама (1805 км) і її ліва притока Чусова (592 км).
У Пермському краю 40 річок завдовжки від 100 до 500 км. Найбільші з них:
- Силва — 493 км
- Вішера — 415 км
- Колва — 460 км
- Яйва — 403 км
- Косьва — 283 км
- Коса — 267 км
- Весляна — 266 км
- Іньва — 257 км
- Обва — 247 км

Малі річки (завдовжки менше 100 км) складають переважну більшість річок краю. Деякі з них мають історичне значення, наприклад, річка Єгошиха, в гирлі якої було засновано місто Перм.

### Корисні копалини
Пермський край багатий на різноманітні корисні копалини, що пояснюється складним рельєфом гірської й рівнинної частин краю. Тут добуваються: нафта, газ, кам'яне вугілля, мінеральні солі, золото, алмази, хромітові руди й бурі залізняки, торф, вапняк, дорогоцінні, виробні й лицювальні камені, будівельні матеріали.
Нафта на території Пермського краю була вперше виявлена в 1929 році в районі Верхнечусовських Городків. Дотепер у краї відомо понад 160 родовищ вуглеводневої сировини, з них розробляються: 89 нафтових, 3 газових і 18 газонафтових. Більшість із них — невеликі. Видобуток в основному ведеться в центральних і південних районах. Найбільш освоєні родовища: Полазненське, Краснокамське, Куєдінське, Осинське й Чорнушинське. Північні родовища (у районі Солікамська й Березників розробляються слабко, тому що нафта там залягає на великій глибині під соляними шарами.
Вугілля добувається у краї більше 200 років. У Кизеловському кам'яновугільному басейні добувають кам'яне вугілля, яке довгий час відігравало важливу роль у паливному й енергетичному балансі регіону. Максимальний обсяг видобутку вугілля був досягнутий в 1960 році й становив 12 мільйонів тонн, після цього обсяг видобутку постійно знижувався й розвідка нових родовищ не проводилася.
У Пермському краї розташоване Верхньокамське родовище калійних солей, одне з найбільших у світі. Там добувають хлористі солі натрію, калію й магнію, а також кам'яну сіль. Його площа становить 1 800 км², товщина соленосних шарів досягає 514 м.
Головне Сарановське родовище — єдине в Росії розроблювальне родовище хромітів. Там перебувають великі поклади хромистого залізняку. Також ведеться розробка відомих з початку XVIII століття родовищ заліза й міді. Родовища золота виявлені на Середньому Уралі (Горнозаводський район, басейн річки Койва) і на Північному Уралі (Красновішерський район, басейн річок Вєлс і Улс).
На півночі краю, у Красновішерському районі, добувають алмази. Родовища алмазів були відкриті в Горнозаводському районі в басейні річки Койва, де в 1829 році був знайдений перший в Росії алмаз. Алмази високої якості використовуються в ювелірній промисловості. Також на території краю існують родовища кварцу, цитрину, селеніту, мармуру, уваровіту.
Також у регіоні добуваються вапняк, доломіт, гіпс, глина, ангідрит, кварцові піски й гравій, які знаходять застосування в промисловості й будівництві.
Край багатий різними мінералами, використовуваними у фарбниках:
- Волконскоїт — рідкісний глинястий матеріал, використовувані для виробництва захисний-декоративних фарб, емалей і паст, зазвичай зеленого кольору. У краю 25 об'єктів, з них родовища: Божьяковське, Селінське, Крутолозьке, Лапшинське, Єфімятське, Самосадкінське). Найбагатіший волконскоїтом Частінський район.
- Сурик. У краю три прояви залізного сурику — Соловінське, Шудьїнське (Єловський район) і Пальтінське.
- Охра. У краю 42 прояви, які розташовані в Березовському, Горнозаводському, Єловському, Кишерстському, Косинському, Кочевському, Кунгурському, Суксунському, Уїнському і Чусовському районах, на території Краснокамська і Александровська.

Також в регіоні здобуваються:
- вапняк використовується для виробництва будівельного вапна. Балансом запасів карбонатів для випалення нараховується сім родовищ: Гора Матюкова, Південноо-Шарашинське, Шарашинське, Губахінське, Всеволодо-Вільвенське, Велико-Сарсинське і Чикалінське.
- доломіт
- гіпс і ангідрит, використовуються у виробництві терпких речовин, сухої гіпсової штукатурки, гіпсоволокнистих плит, гіпсових панелей, гіпсокартона. Високим вмістом гіпсу характеризуються поклади Ординського і Уїнського району. Родовища на держбалансі: Чумкасське, Соколіно-Саркаєвське, Єргачинське, Полазненське, Дейковське, Селіщенське, Одіновське і Єгоршини Ями.
- У Пермському краю 37 об'єктів керамзитових глин — легкоплавких глинистих порід, що спучуються, є основною сировиною для отримання керамзиту. Вони знаходяться в Гайнському, Кишертському, Кочевському, Красновішерському, Лисьвенському, Октябрському, Солікамському, Суксунському і Чусовському районах, а також на територіях, підлеглих містам Александровську, Кізелу, Губахі. Найбільшими є Санаторське і Костаревське родовища.
- Практично у всіх адміністративних районах краю є родовища глин. Найвеличезні — Комаріхинське (Чусовський район), Каменське (Пермський район), Таушинське (Чорнушинський район), Балмашевське (Орджонікідзевський район Пермі), Батурське (Краснокамськ), Калінкинське (Усольський район). Глинисті породи і пісок-отощитель є основою у виробництві цегляно-черепичних виробів.
- Родовища пісков-отощителів є Букорське (Чайковський район), Єверзіковське (Лисьвенський район), Мокрінський район Седінського родовища (Кишертський район) і ділянка Нічковського родовища (Красновішерський район).
- піщано-гравієві суміші — рихле природне скупчення окатанних уламків гірських порід і мінералів. Вони застосовуються як заповнювач бетону і асфальтобетону. У Пермському краю розробляється 30 родовищ.

### Флора
Переважний тип рослинності в Пермському краї — ліси. Вони покривають 71 % території краю. Переважні породи дерев — ялина і ялиця. Частка листяних порід дерев зростає в напрямку з півночі на південь.

### Фауна
У Пермському краї налічується 62 види ссавців (більше 30 з них мають промислове значення), більше 270 видів птахів, 39 видів риб, 6 видів плазунів і 9 видів земноводних.

### Охоронювані природні території
- Вішерський заповідник
- Заповідник «Басегі»

### Храми й монастирі Пермського краю
- Білогірський монастир
- Слудська церква

### Музеї Пермського краю
- Пермська державна художня галерея[11]
- Пермський крайовий музей [Архівовано 22 травня 2012 у Wayback Machine.]
- Музей «Мотовіліхинських заводів»
- Музей історії Пермського Державного Університету
- Музей палеонтології і історичної геології імені Б. К. Поленова
- Архітектурно-етнографічний музей «Хохловка»

## Історія
На території Пермського краю в Середньовіччі існувало Велике князівство Пермське, яке захопила і знищила Москва.
Пермський край утворений 1 грудня 2005 року внаслідок об'єднання Пермської області і Комі-Перм'яцького автономного округу відповідно до результатів референдуму, проведеного 7 грудня 2003 року  [Архівовано 30 травня 2005 у Wayback Machine.].

## Населення
Зміна чисельності населення по роках:
- 2004 — 2 791 036 осіб
- 2005 — 2 769 805 осіб
- 2006 — 2 748 233 осіб
- 2007 — 2 730 892 осіб
- 2008 — 2 718 227 осіб
- 2010 — 2 635 276 осіб
- 2015 — 2 637 032 осіб
- 2017 — 2 632 097 осіб

### Національний склад
| Народ         | Чисельність, 2002, % |
| ------------- | -------------------- |
| Росіяни       | 85,2 %               |
| Комі-перм'яки | 5,67 %               |
| Татари        | 4,85 %               |
| Башкири       | 1,45 %               |
| Удмурти       | 0,93 %               |
| Українці      | 0,9 %                |

## Адміністративний поділ
Пермський край включає 48 муніципальних утворень першого рівня — 42 муніципальних района и 6 міських округів.

### Муніципальні райони
- Бардимський район
- Березовський район
- Большесосновський район
- Верещагінський район
- Гайнський район
- Горнозаводський район
- Грем'ячинський район
- Губахінський район
- Добрянський район
- Єловський район
- Іллінський район
- Карагайський район
- Кишертський район
- Косинський район
- Кочевський район
- Красновішерський район
- Краснокамський район
- Кудимкарський район
- Куєдинський район
- Кунгурський район
- Лисьвенський район
- Нитвенський район
- Октябрський район
- Ординський район
- Осинський район
- Оханський район
- Очерський район
- Пермський район
- Сивінський район
- Солікамський район
- Суксунський район
- Уїнський район
- Усольський район
- Чайковський район
- Частинський район
- Чердинський район
- Чорнушинський район
- Чусовський район
- Юрлинський район
- Юсьвинський район

### Міські округи
- Березники
- ЗАТУ Звездний
- Кудимкар
- Кунгур
- Перм
- Солікамськ
- Суксун

6 муніципальних районів і 1 міський округ утворюють територію з особливим статусом — Комі-Перм'яцький округ:
- Кудимкар — адміністративний центр
- Гайнський район
- Косинський район
- Кочевський район
- Кудимкарський район
- Юрлинський район
- Юсьвинський район

## Економіка
Пермський край — один з економічно розвинених регіонів Росії. У 2006 році обсяг валового регіонального продукту склав 436 203 млрд руб., середня нарахована заробітна плата — 9516,2 руб.
Основа економіки краю — високорозвинений промисловий комплекс. Ключові галузі промисловості: нафтова, хімічна й нафтохімічна, чорна й кольорова металургія, машинобудування, лісопромисловий комплекс.
У Пермському краї щорічно добувається близько 10 млн тонн нафти. Провідна добувна компанія — ТОВ «ЛУКойл — Перм». Видобуток нафти сконцентрований на півдні (Куєдінський, Кунгурський, Ординський, Осинський, Частинський і Чорнушинський райони) і півночі краю (Красновішерський, Солікамський і Усольський райони).
У Пермі розташовані підприємства з переробці нафти (ТОВ «ЛУКойл — Пермнєфтєоргсінтез»[недоступне посилання з липня 2019]) і газу.
Провідною галуззю хімічної промисловості є виробництво мінеральних добрив, на частку краю припадає 100 % виробництва калійних добрив в Росії. У Пермському краї розташоване найбільше у світі Верхньокамське родовище калійних солей. Видобування руди і виробництво калійних добрив здійснюється в Березниках (ВАТ «Уралкалій») і Солікамські (ВАТ «Сильвініт»). Компанії «Уралкалій» і «Сильвініт» — одні з найбільших у світі виробників і експортерів калійних добрив.
Виробництво азотних добрив розміщене в Пермі (ВАТ «Мінеральні добрива» [Архівовано 17 грудня 2008 у Wayback Machine.]) і Березниках (ВАТ «Азот»).
Підприємства нафтогазохімічної промисловості краю проводять, в основному, первинну переробку сировини. Найбільші підприємства галузі:
- ЗАТ «СІБУР-хімпром» [Архівовано 17 грудня 2008 у Wayback Machine.] (Перм);
- ВАТ «Метафракс» [Архівовано 3 вересня 2008 у Wayback Machine.] (Губаха);
- ВАТ «Уралоргсинтез» (Чайковський).

Крім того, у Пермі розташовані підприємство з виробництва активованого вугілля (ВАТ «Сорбент» [Архівовано 20 грудня 2008 у Wayback Machine.]), прального порошку («Хенкель-Пемос»), хімічних продуктів (ВАТ «Галоген»), фталевого ангідриду (ВАТ «Камтекс-Хімпром»).
У Губахі розташований коксохімічний завод ((ВАТ «Губахінський кокс»).
Чорна металургія представлена Чусовським металургійним заводом, що з 2014 року має не повний металургійний цикл, і підприємствами переробної металургії (найбільше — ВАТ «Лисьвенський металургійний завод» [Архівовано 19 вересня 2008 у Wayback Machine.]).
Кольорова металургія базується на переробці руди Верхньокамського родовища калійних солей, що містить магній і рідкі метали. Заводи розташовані в Березниках (титано-магнієвий комбінат корпорації «ВСМПО-Авісма») і Солікамську (ВАТ Солікамський магнієвий завод [Архівовано 26 жовтня 2008 у Wayback Machine.]). У Пермі діє завод з виробництва вторинного алюмінію (ВАТ «Пермські кольорові метали» [Архівовано 28 серпня 2008 у Wayback Machine.]).
У машинобудуванні важливу роль грає виробництво продукції військового призначення. Найбільший центр машинобудування — Перм; виробляються авіаційні й ракетні двигуни, нафтовидобувне й гірничо-шахтне встаткування, бензомоторні пилки, апаратура зв'язку, суду, кабельна й інша продукція. Найбільші підприємства — ВАТ спеціального машинобудування й металургії «Мотовіліхинські заводи [Архівовано 2 листопада 2021 у Wayback Machine.]» і Пермський моторобудівний комплекс [Архівовано 26 травня 2011 у Wayback Machine.].
Окремі машинобудівні підприємства розташовані також у містах Лисьві (виробництво турбогенераторів), Кунгурі (виробництво нафтопромислового встаткування), Очері (виробництво бурового встаткування) і Александровську (виробництво гірничо-шахтного встаткування), а також селищах Павловський (Очерський район), Суксун і Сєвєро-Камський (Пермський район). Машинобудівна галузь краю в цілому перебуває в кризовому стані. Серед причин кризи можна виділити низький рівень державного оборонного замовлення, а також спеціалізацію більшості підприємств на виробництві не кінцевої продукції, а комплектуючих і окремих частин, що перешкоджає проведенню самостійної збутової політики. Найбільше успішно розвивається виробництво встаткування для добувних галузей промисловості й залізничного транспорту.
Лісопромисловий комплекс краю базується на використанні найбагатших лісових ресурсів Прикам'я. Лісозаготівельні потужності розташовані переважно на півночі краю. У Пермському краї розташовано чотири целюлозно-паперові комбінати: у Красновішерські, Краснокамські, Пермі й Солікамську (ВАТ «Солікамськбумпром» [Архівовано 27 вересня 2007 у Wayback Machine.]). На території краю перебуває одне з найбільших підприємств країни, що роблять фанеру — ЗАТ «Пермський фанерний комбінат» (селище Уральське, Нитвенський район).
Найбільший центр харчової промисловості краю — Перм. Діють м'ясокомбінат (ВАТ «Пермський м'ясокомбінат», входить у групу «ПРОДО» [Архівовано 24 жовтня 2008 у Wayback Machine.]), молочний комбінат (ВАТ «Перммолоко» [Архівовано 19 грудня 2008 у Wayback Machine.], належить компанії «Юнімілк» [Архівовано 13 вересня 2008 у Wayback Machine.]), маргариновий, борошномельний, лікеро-горілчаний (ВАТ «Пермалко»), вино-горілочний заводи (ВАТ «Уралалко»), дві кондитерські фабрики, холодокомбінат (ВАТ "Пермський холодокомбінат «Созвездіє»), пивоварене й хлібопекарське виробництво. До інших великих центрів харчової промисловості ставляться Кунгур (переробка м'яса й молока), Краснокамськ (м'ясопереробне й макаронне виробництво), а також Чайковський, Лисьва, Кудимкар, Верещагіно.
Найкрупніша продовольча торгова мережа в краю — мережа магазинів «Сім'я». Найбільше підприємство легкої промисловості — група компаній «Чайковський текстиль [Архівовано 5 жовтня 2008 у Wayback Machine.]».

## Державна влада Пермського краю

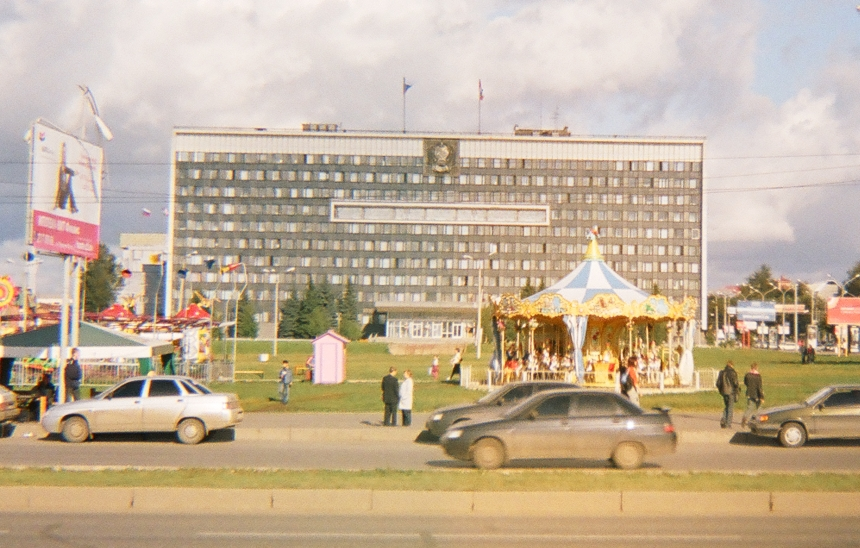
Будинок Законодавчих зборів Пермського краю

Зараз основним документом, що регламентують організацію державної влади Пермського краю, є Статут Пермського краю, прийнятий Законодавчими зборами краю 19 квітня 2007 року  [Архівовано 24 вересня 2015 у Wayback Machine.].

### Законодавча (представницька) влада
Законодавча (представницька) влада в Пермському краї належить Законодавчим зборам, що складаються з 60 депутатів і що обираються строком на п'ять років. У Законодавчих зборах утворено 5 комітетів:
- Комітет з бюджетної й податкової політики;
- Комітет з економічної політики й природокористування;
- Комітет із соціальної політики;
- Комітет з державної політики й місцевого самоврядування;
- Комітет з політики розвитку територій і суспільної інфраструктури;

Вибори депутатів Законодавчих зборів Пермського краю першого скликання відбулися 3 грудня 2006 року. 7%-й бар'єр перебороли п'ять політичних партій:
- Єдина Росія — 34,6 %;
- Союз правих сил — 16,4 %;
- ЛДПР — 13,8 %;
- Російська партія пенсіонерів — 11,7 %;
- КПРФ — 8,6 %;

### Виконавча влада
Виконавчу владу в Пермському краї здійснюють губернатор і уряд краю. Губернатор (з 1 жовтня 2005 року — Олег Чиркунов) — вища посадова особа Пермського краю.
Відповідно до Указу губернатора Пермського краю від 6 червня 2006 року № 100 «Про тимчасову систему управління Пермським краєм і тимчасову структуру органів виконавчої влади Пермського краю» в редакції від 1 грудня 2006 року затверджена наступна структура органів виконавчої влади Пермського краю: Найвищий виконавський орган державної влади Пермського краю: Уряд Пермського краю.
Інші виконавські органи державної влади Пермського краю:

міністерства:
- Міністерство містобудування і розвитку інфраструктури Пермського краю;
- Міністерство охорони здоров'я Пермського краю;
- Міністерство освіти Пермського краю;
- Міністерство суспільної безпеки Пермського краю;
- Міністерство промисловості Пермського краю;
- Міністерство природних ресурсів Пермського краю;
- Міністерство сільського господарства Пермського краю;
- Міністерство соціального розвитку Пермського краю;
- Міністерство фінансів Пермського краю;
- Міністерство культури і молодіжної політики Пермського краю;
- Міністерство торгівлі Пермського краю;

агентства:
- Агентство у справах архівів Пермського краю;
- Агентство з забезпечення діяльності світових суддів Пермського краю;
- Агентство зі спорту і фізичній культурі Пермського краю;
- Агентство з будівництву і житлово-комунальному господарству Пермського краю;
- Агентство з управління майном Пермського краю;
- Агентство з управління установами охорони здоров'я Пермського краю;
- Агентство з управління соціальними службами Пермського краю;
- Дорожнє агентство Пермського краю;
- Агентство з зайнятості населення Пермського краю;

інспекції:
- Державна житлова інспекція Пермського краю;
- Державна інспекція контролю якості життя Пермського краю;
- Державна інспекція з довкілля охорони Пермського краю;
- Інспекція державного будівельного нагляду Пермського краю;

- Регіональна енергетична комісія [Архівовано 12 червня 2008 у Wayback Machine.] Пермського краю;
- Адміністрація Комі-Перм'яцького округу Пермського краю;
- Комітет запису актів цивільного стану Пермського краю.

Крім того, на базі департаменту планування і департаменту політики була сформована Адміністрація губернатора Пермського краю.

## Виноски
1. ↑  Росстат - оцінка чисельності населення станом на 01.01.2025.
2. ↑  Географія Пермського краю. Архів оригіналу за 4 лютого 2009. Процитовано 14 вересня 2008.
3. ↑  Клімат Пермського краю. Архів оригіналу за 20 червня 2008. Процитовано 14 вересня 2008.
4. ↑  Рельєф Пермського краю. Архів оригіналу за 6 жовтня 2008. Процитовано 14 вересня 2008.
5. ↑  Пермський регіональний сервер | Водні ресурси. Архів оригіналу за 2 жовтня 2006. Процитовано 14 вересня 2008.
6. ↑  Енциклопедія Пермської області — Водні ресурси Пермської області. Архів оригіналу за 3 лютого 2008. Процитовано 14 вересня 2008.
7. 1 2  Корисні копалини. Архів оригіналу за 6 жовтня 2008. Процитовано 14 вересня 2008.
8. ↑  Географія Пермського краю — Рослинність. Архів оригіналу за 20 червня 2008. Процитовано 14 вересня 2008.
9. ↑  Енциклопедія Пермської області — Тваринний світ Пермської області. Архів оригіналу за 3 лютого 2008. Процитовано 14 вересня 2008.
10. ↑  Енциклопедія Пермської області — Ссавці. Архів оригіналу за 3 лютого 2008. Процитовано 14 вересня 2008.
11. ↑  Пермська державна художня галерея. Архів оригіналу за 17 вересня 2012. Процитовано 22 березня 2022.

### Загальні відомості
- Пермський край на сайті «Всесвітня географія» [Архівовано 6 жовтня 2008 у Wayback Machine.] (рос.)
- З історії гербів міст Пермської області (рос.)
- Мапа Пермі. Мапа Пермського краю (рос.)

### Державна влада
- Пермський регіональний сервер — Губернатор і Уряд Пермського краю (рос.)
- Законодавчі Збори Пермського краю (рос.)
- Офіційний сайт Комі-Перм'яцького округу (рос.)
- Головне управління внутрішніх справ Пермського краю (рос.)
- Судовий портал Пермського краю (рос.)
- Пермський краєвий суд (рос.)
- 17-й арбітражний апеляційний суд [Архівовано 21 вересня 2008 у Wayback Machine.] (рос.)
- Головний федеральний інспектор, Пермський край (рос.)
- Управління Федеральної податкової служби, Пермський край (рос.)
- Управління Федеральної служби з нагляду у сфері захисту прав споживачів і благополуччя людини, Пермський край [Архівовано 24 вересня 2008 у Wayback Machine.] (рос.)
- Головне управління Федеральної реєстраційної служби, Пермський край (рос.)
- Управління Федеральної служби з нагляду у сфері зв'язку, Пермський край (рос.)
- Управління Федеральної служби з контролю за оборотом наркотиків, Пермський край (рос.)
- Управління Федерального агентства кадастру об'єктів нерухомості, Пермська область (рос.)
- Пермська обласна виборча комісія (рос.)
- Регіональна енергетична комісія Пермського краю [Архівовано 12 червня 2008 у Wayback Machine.] (рос.)